# João Gualberto Gomes de Sá Filho
João Gualberto Gomes de Sá Filho (Recife, 11 de outubro de 1874 - Irani, 22 de outubro de 1912) foi um militar brasileiro.
Filho de João Gualberto Gomes de Sá e Júlia Bezerra Cavalcanti de Sá, em 26 de setembro de 1890, aos dezesseis anos de idade, ingressou na Escola Militar da Praia Vermelha RJ (1855-1904). Instituição que viria ser mais tarde renomeada como Academia Militar das Agulhas Negras no Rio de Janeiro, graduando-se como alferes em 1894. Posteriormente mudou-se para o Paraná e casou-se com Leonor de Moura Brito, passando a viver em Curitiba.
Após ser promovido a Tenente, retornou ao Rio de Janeiro, formando-se engenheiro militar em 1901 e passando a servir no 13º Regimento de Cavalaria do Exército Brasileiro (Curitiba).
Desempenhou os cargos de engenheiro da linha telegráfica Curitiba-Foz do Iguaçu, comandante (e fundador) do Tiro de Guerra Barão do Rio Branco, e Ajudante de Ordens do Comando da 5ª Região Militar. Graduando-se também como Bacharel em Ciências Físicas e Matemáticas.
Em 1912 foi escolhido para Prefeito de Curitiba, no entanto, desistiu desse cargo para assumir o comando do Regimento de Segurança do Estado do Paraná (PMPR). Assumiu o comando do Regimento de Segurança em 21 de agosto, comissionado no posto de Coronel.
E em 22 de outubro do mesmo ano, morreu em combate na Batalha do Irani, durante a Guerra do Contestado.
Está sepultado no Cemitério São Francisco de Paula em Curitiba

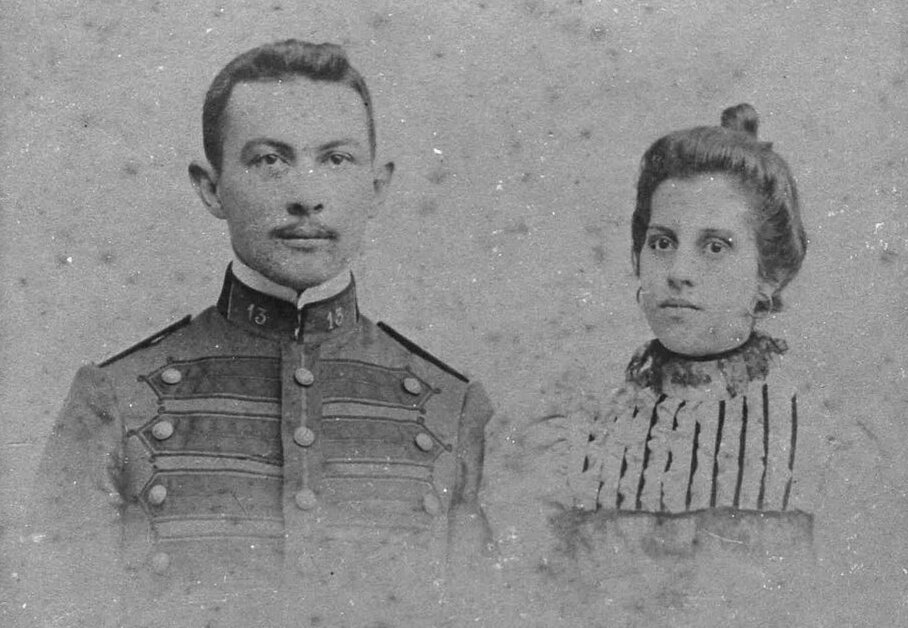
Fotografia de João Gualberto junto da esposa, Leonor de Moura Brito, no início da década de 1900.

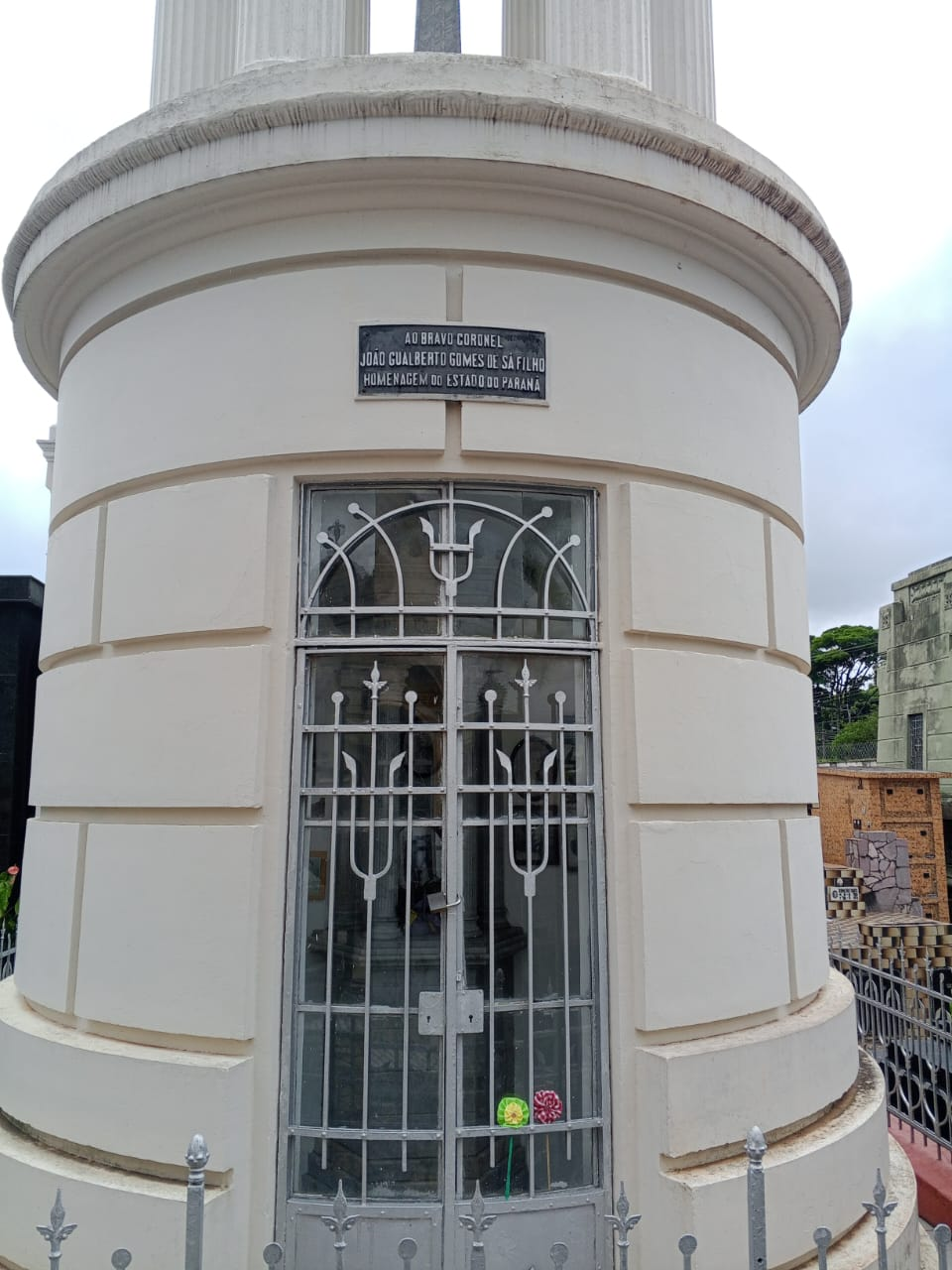
Local de sepultamento do Coronel João Gualberto Gomes de Sá Filho

## Batalha do Irani
Com o adentramento de um movimento messiânico na área de litígio entre os Estados de Santa Catarina e Paraná, o Regimento de Segurança foi enviado à região, com o intuito de evitar uma intervenção do Governo Federal.
Acabaram ocorrendo graves divergências quanto ao emprego do efetivo, pois o Chefe de Polícia, cargo político que atualmente corresponde a um Secretário de Segurança, desejava distribuir o efetivo pelas localidades circunvizinhas, assumindo uma posição defensiva. Entretanto, o Coronel João Gualberto desejava avançar de imediato sobre os revoltosos, para prender seus líderes e dispersar seus seguidores. A tropa acabou sendo dividida e apenas foi liberado um pequeno efetivo para o Coronel atingir seus objetivos.
Na localidade de Irani esse destacamento se defrontou com um elevado número de revoltosos, armados e dispostos à luta, ocorrendo um elevado número de mortes e feridos. O confronto violento foi desastroso para ambos os lados e desencadeou justamente o que se procurava evitar: uma intervenção federal.